# Coppa di Francia 1972-1973
L'edizione 1972/73 della Coppa di Francia fu la 56ª della competizione.

## Trentaduesimi di finale
| Vincitori           | Risultato    | Perdente                |
| ------------------- | ------------ | ----------------------- |
| Olympique Lyon      | 3-1          | US Nœux-les-Mines       |
| FC Nantes           | 3-1          | SCO Angers              |
| Olympique Avignon   | 3-1          | SO Mazamet              |
| Olympique Nîmes     | 3-1          | Montpellier-Littoral SC |
| Olympique Marseille | 3-2          | Monaco                  |
| AS Saint-Étienne    | 2-1          | Troyes Aube Football    |
| FC Rouen            | 4-0          | Paris Saint-Germain     |
| Red Star Paris      | 3-1          | Stade Rennes            |
| Girondins Bordeaux  | 2-0          | SM Caen                 |
| Paris FC            | 1-0          | SA Épinal               |
| EDS Montluçon       | 2-0          | Sporting Toulon         |
| Stade Reims         | 6-1          | Limoges FC              |
| Lilla               | 1-1 dts; 2-0 | Lens                    |
| AC Arlès            | 1-1 dts; 2-0 | ASCA Wittelsheim        |
| Guingamp            | 4-2          | US Le Mans              |
| FC Sochaux          | 2-1          | AS Nancy                |

| Vincitori             | Risultato    | Perdente                |
| --------------------- | ------------ | ----------------------- |
| RC de France          | 0-0 dts; 3-2 | AS Aix                  |
| CS Sedan              | 2-1          | US Dunkerque            |
| CA Mantes             | 2-1          | US Toulouse             |
| US Valenciennes-Anzin | 1-0          | Amiens SC               |
| Ajaccio               | 1-0          | FC Metz                 |
| Cannes                | 1-0          | RP Strasbourg-Meinau    |
| FC Gueugnon           | 3-0          | FC Bourges              |
| SC Abbeville          | 2-1          | CA Lisieux              |
| AS Angoulême          | 1-0          | Stella Maris Douarnenez |
| SEC Bastia            | 2-0          | Nizza                   |
| US Montélimar         | 4-0          | CS Beaucourt            |
| Mutzig                | 1-1 dts; 3-1 | Auxerre                 |
| Stade Poitiers        | 3-1          | AS Libourne             |
| LB Châteauroux        | 4-2          | FC Sète                 |
| FC Lorient            | 3-0          | ES La Rochelle          |
| ECAC Chaumont         | 3-2          | CS Cuiseaux-Louhans     |

## Sedicesimi di finale
| Squadra 1           | Risultato       | Squadra 2      |
| ------------------- | --------------- | -------------- |
| Bordeaux            | 3 - 1           | Angoulême      |
| Olympique Avignone  | 1 - 0           | Mantes         |
| Stade Reims         | 1 - 0           | Mutzig         |
| Arles               | 2 - 0           | Châteauroux    |
| Sochaux             | 3 - 0           | Chaumont       |
| Red Star            | 2 - 0           | Abbeville      |
| Guingamp            | 2 - 1           | Lorient        |
| Rouen               | 3 - 2           | Gueugnon       |
| Paris FC            | 3 - 2           | Bastia         |
| Nîmes               | 3 - 2 (dts)     | Valenciennes   |
| Nantes              | 1 - 0           | Sedan          |
| Montluçon           | 2 - 0           | UMS Montélimar |
| Olympique Marsiglia | 2 - 0           | Ajaccio        |
| Olympique Lione     | 2 - 1           | RC France      |
| Lilla               | 1 - 1 (4-3 dcr) | Poitiers       |
| Saint-Étienne       | 1 - 0           | Cannes         |

## Ottavi di finale
| Squadra 1           | Totale | Squadra 2          | Andata | Ritorno         |
| ------------------- | ------ | ------------------ | ------ | --------------- |
| Sochaux             | 4 - 4  | Red Star           | 3 - 1  | 1 - 3 (4-5 dcr) |
| Olympique Lione     | 4 - 3  | Bordeaux           | 3 - 0  | 1 - 3           |
| Nîmes               | 4 - 1  | Stade Reims        | 2 - 1  | 2 - 0           |
| Paris FC            | 3 - 4  | Nantes             | 2 - 4  | 1 - 0           |
| Olympique Marsiglia | 2 - 1  | Lilla              | 0 - 1  | 2 - 0           |
| Saint-Étienne       | 7 - 0  | Arles              | 3 - 0  | 4 - 0           |
| Montluçon           | 1 - 6  | Olympique Avignone | 0 - 4  | 1 - 2           |
| Guingamp            | 0 - 8  | Rouen              | 0 - 5  | 0 - 3           |

## Quarti di finale
| Squadra 1           | Totale | Squadra 2          | Andata | Ritorno     |
| ------------------- | ------ | ------------------ | ------ | ----------- |
| Olympique Marsiglia | 1 - 4  | Olympique Lione    | 1 - 0  | 0 - 4       |
| Saint-Étienne       | 3 - 5  | Nantes             | 2 - 0  | 1 - 5 (dts) |
| Nîmes               | 5 - 4  | Red Star           | 4 - 2  | 1 - 2       |
| Rouen               | 2 - 6  | Olympique Avignone | 2 - 0  | 0 - 6       |

## Semifinali
Andata il 6 giugno, ritorno l'8 (Lyon - Marseille) e 9 giugno (Nantes - Nîmes).
| Squadra 1          | Totale | Squadra 2       | Andata | Ritorno |
| ------------------ | ------ | --------------- | ------ | ------- |
| Olympique Avignone | 2 - 4  | Olympique Lione | 1 - 0  | 1 - 4   |
| Nîmes              | 0 - 3  | Nantes          | 0 - 0  | 0 - 3   |

## Finale
| Squadra 1       | Risultato | Squadra 2 |
| --------------- | --------- | --------- |
| Olympique Lione | 2 - 1     | Nantes    |

| Arbitro: | Robert Wurtz |

| |                  | |
| Dobrivoje Trivić 29’ (rig.) Bernard Lacombe 63’ | Marcatori        | 85’ Didier Couécou |
| | Tiri di rigore – | |
| Yves Chauveau Raymond Domenech Ljubomir Mihajlović Robert Cacchioni Bernard Lhomme Georges Prost Dobrivoje Trivić Serge Chiesa Bernard Lacombe Fleury Di Nallo Daniel Ravier | Formazioni       | Jean-Paul Bertrand-Demanes Jean-Claude Osman Ángel Bargas Bernard Gardon Gabriel De Michèle Henri Michel (cap.), Michel Pech Bernard Blanchet Didier Couécou Gilles Rampillon Erich Maas |
| Aimé Mignot | Allenatori       | José Arribas |